# Korita (Tomislavgrad, BiH)
Korita su naseljeno mjesto u općini Tomislavgrad u Federaciji Bosne i Hercegovine u Bosni i Hercegovini.

## Stanovništvo

### 1991.
Nacionalni sastav stanovništva 1991. godine bio je sljedeći:
ukupno: 179
- Hrvati – 178 (99,44 %)
- ostali, neopredijeljeni i nepoznato – 1 (0,56 %)

### 2013.
Nacionalni sastav stanovništva 2013. godine bio je sljedeći:
ukupno: 200
- Hrvati – 199 (99,50 %)
- ostali, neopredijeljeni i nepoznato – 1 (0,50 %)

## Poznate osobe
- Mate Ćurić, hrvatski publicist, novinar, novinski urednik, filmski kritičar i prozaik
- Mirko Ćurić, hrvatski emigrant kojeg je ubila jugoslavenska tajna policija[3]
- Filip Ćurić, matematičar i metodičar[4]